# Villanueva de las Cruces
Villanueva de las Cruces is een gemeente in de Spaanse provincie Huelva in de regio Andalusië met een oppervlakte van 34,00 km². Villanueva de las Cruces telt 385 inwoners (1 januari 2016).

## Demografische ontwikkeling
Bron: INE, 1857-2011: volkstellingen